# 格氏角魴鮄
格氏角魴鮄，為輻鰭魚綱鮋形目牛尾魚亞目角魚科的其中一種，分布於西印度洋區的模里西斯及留尼旺海域，為底棲性魚類，屬肉食性。

## 擴展閱讀
維基物種上的相關：格氏角魴鮄